# فرانك مونتاغيو مور
فرانك مونتاغيو مور (بالإنجليزية: Frank Montague Moore)‏ هو فنان ورسام أمريكي، ولد في 24 نوفمبر 1877 في تونتون في المملكة المتحدة، وتوفي في 5 مارس 1967 في كارميل-بي-ثي-سي في الولايات المتحدة.